# IE Universidad
IE Universidad (habitualmente referida en inglés como IE University) es una universidad privada española cuyo nombre corresponde a las iniciales de Instituto de Empresa, su sociedad gestora. En la actualidad tiene dos campus: uno en Segovia (Castilla y León) y otro en Madrid (Comunidad de Madrid).
Los programas de IE University se imparten tanto en inglés como en español y sus planes de estudios están adaptados al Espacio Europeo de Educación Superior.

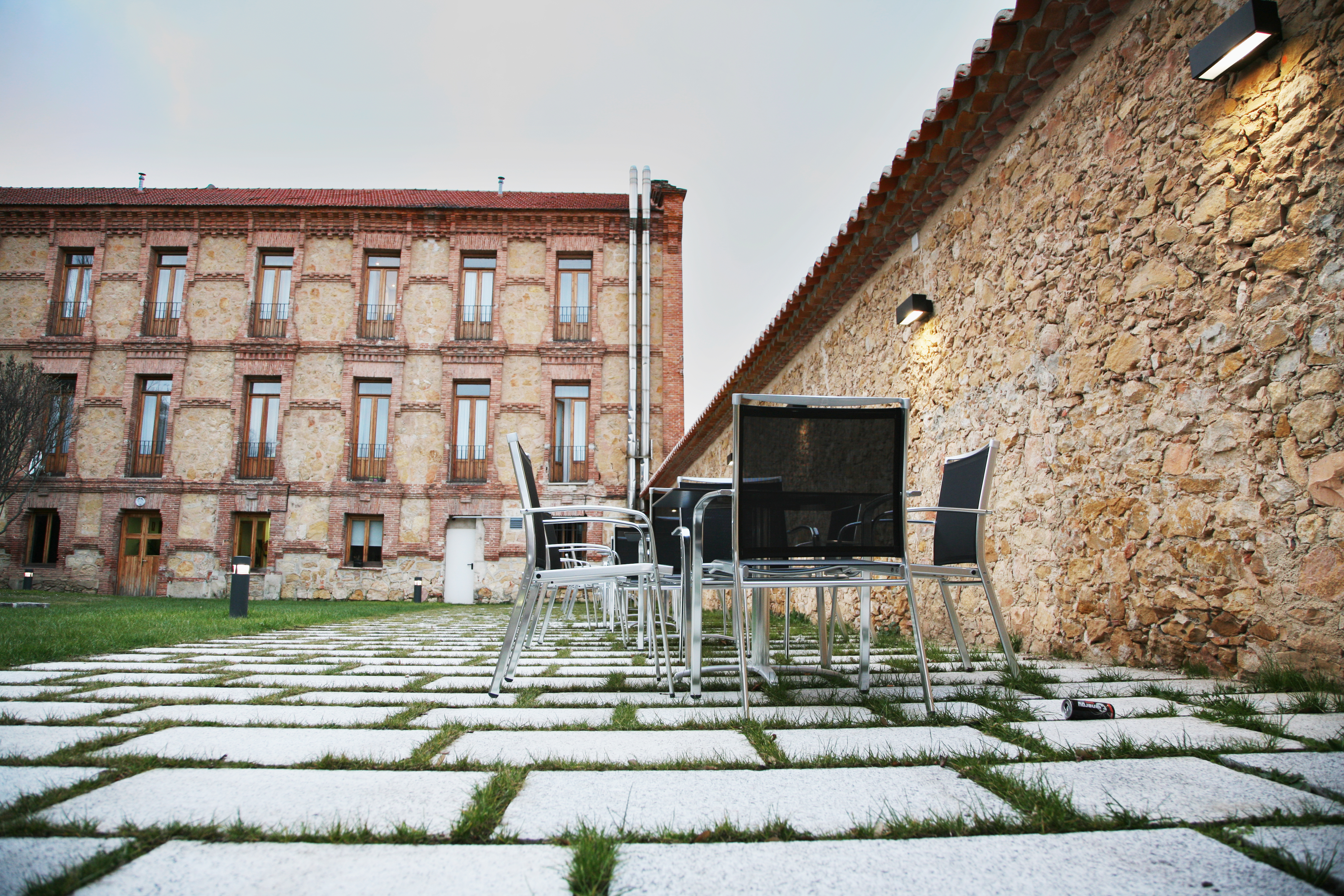
Patio de la Residencia de IE Universidad en Segovia

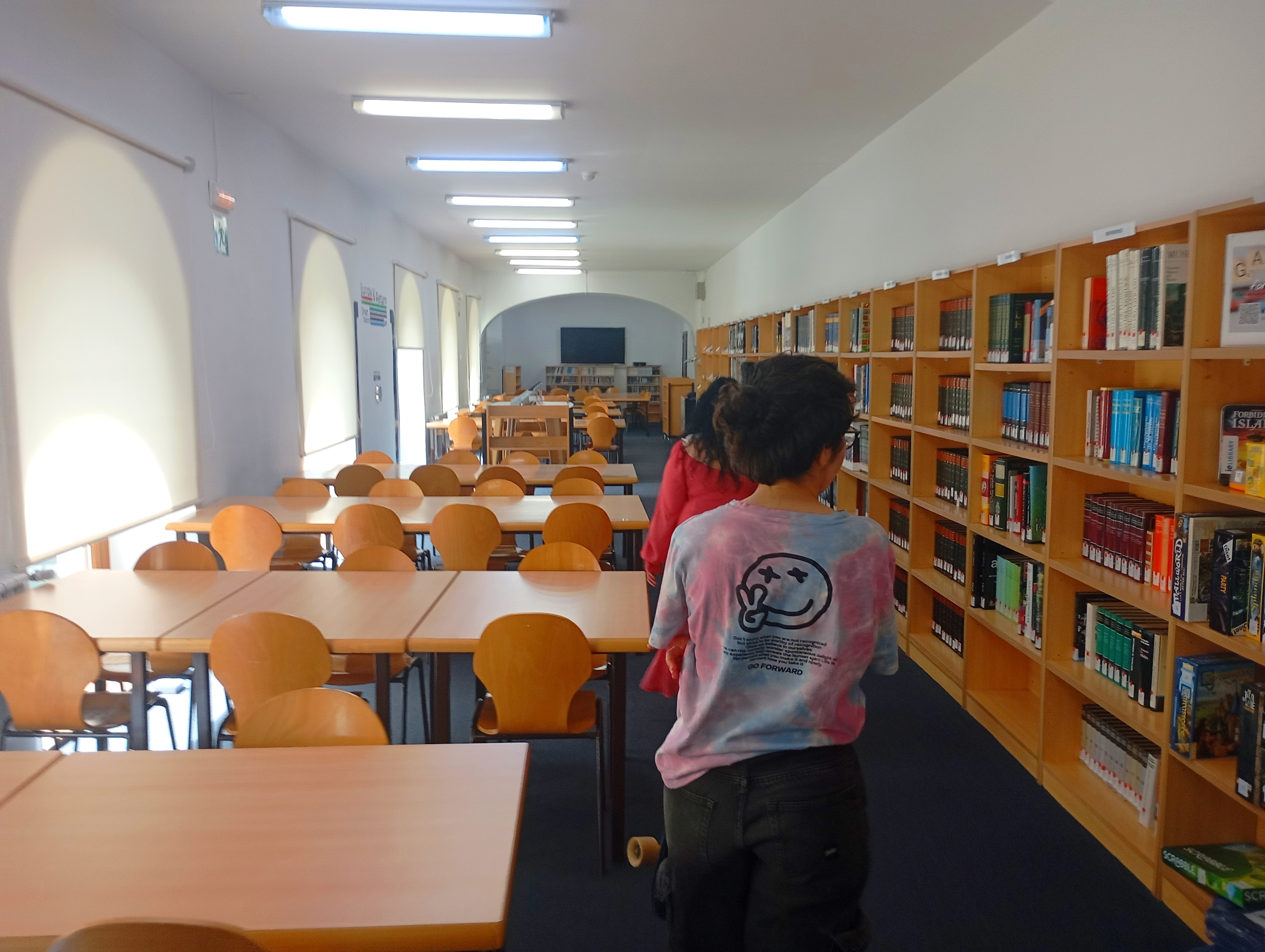
Biblioteca del campus segoviano

## Ranking académico
En 2011 una encuesta a directivos de empresas, la situó en el puesto 45.º del mundo y 21.º de Europa. El resultado de dicha encuesta fue publicado por el grupo estadounidense The New York Times-International Herald Tribune, siendo una de las dos únicas universidades españolas que figuraron en el top 50 mundial, solo detrás de la Universidad de Navarra.
En 2015 fue situada en el puesto número 14 de las mejores universidades del mundo y en el número 4 de las de Europa por Youth Incorporated Magazine.
En 2024 el MBA de su escuela de negocios ha sido situada como una de las 10 mejores del mundo, en el ranking «QS Global MBA Rankings 2024». 

## Historia
IE Universidad se fundó en el campus del Convento de Santa Cruz la Real en Segovia cuando el Instituto de Empresa adquirió el 80 % de Universidad SEK, que pertenecía a la Institución Internacional SEK.
La Universidad SEK se había fundado en 1997 y había aprobado sus estatutos en 2004 con el visto bueno de la Junta de Castilla y León. El 30 de noviembre de 2006 la Junta de Castilla y León autoriza la transmisión parcial de la titularidad de la Universidad SEK por la adquisición del 80 % de sus derechos por Instituto de Empresa, S. L., y en 2007 aprueba la modificación de los estatutos de la Universidad SEK haciendo efectiva la transmisión.
Finalmente, en 2008 se produce el cambio de denominación de Universidad SEK a IE Universidad.

## Escuelas
- IE Escuela de Negocios
- IE Escuela de Leyes
- IE Escuela de Políticas, Economía y Asuntos Globales
- IE Escuela de Arquitectura y Diseño
- IE Escuela de Ciencias y Tecnología
- IE Escuela de Humanidades

## Programas de intercambio
La universidad cuenta con programas de intercambio de alumnos y profesores con otros centros, como la Asociación de Arquitectos Escuela de Arquitectura, Universidad Brown, Universidad de Arizona, Universidad de Los Andes, Instituto Tecnológico y de Estudios Superiores de Monterrey, Politécnico de Milán y otros.

## Críticas y tensión social

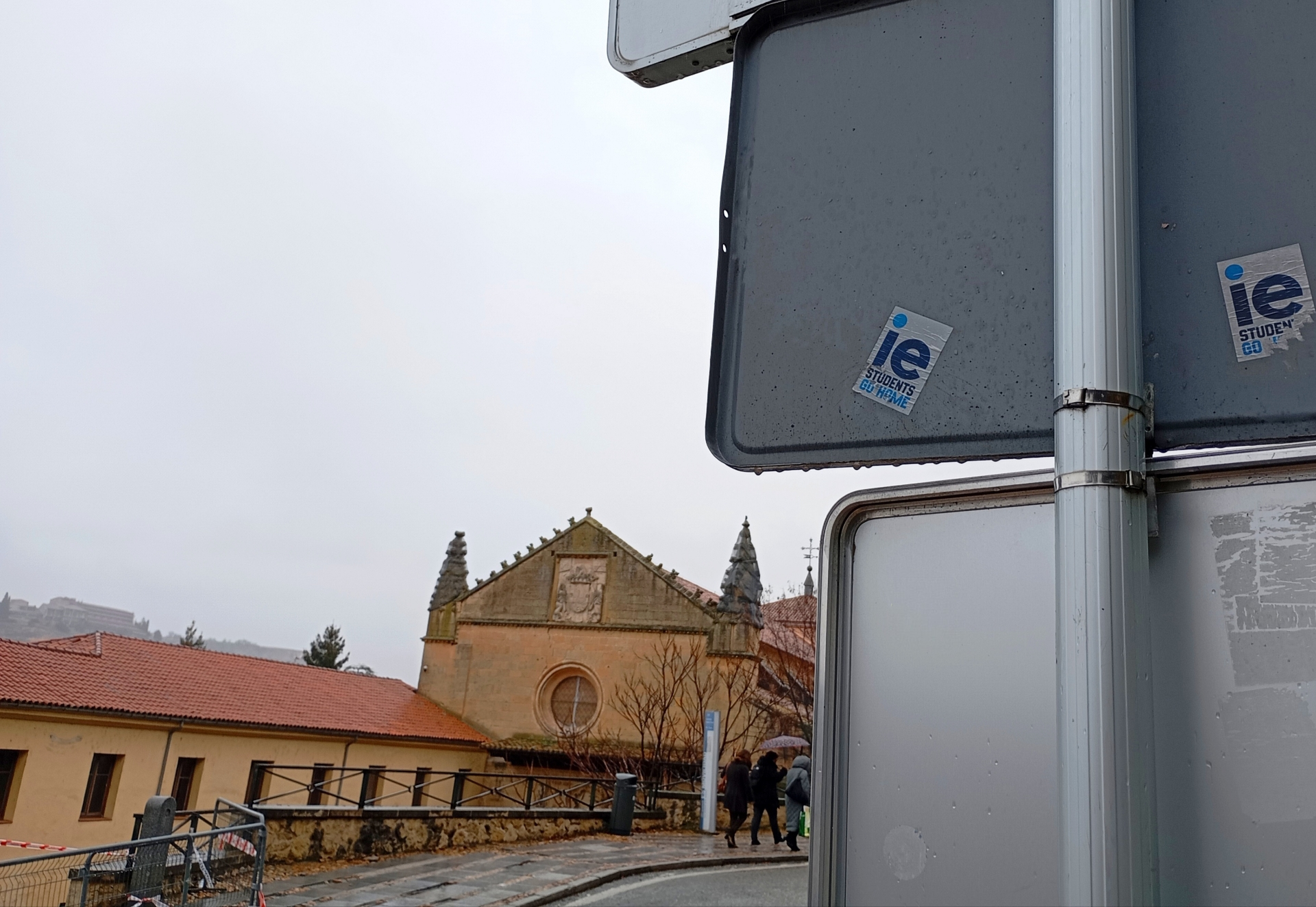
Dos de las pegatinas junto al campus de Segovia, al fondo, que piden la salida de los estudiantes de la ciudad. Estos adhesivos, fruto de la tensión social, están situados por toda la ciudad

La presencia del campus del IE en la ciudad de Segovia ha supuesto gran cantidad de críticas desde distintos sectores segovianos, como los vecinos del recinto amurallado, comercios y asociaciones de policías y políticos que han llegado a pedir su expulsión.
Entre las principales quejas radican la exponencial subida de precios de alquiler en la ciudad, que fue la mayor de España en 2023, el continuo ruido por fiestas, agresiones a policías, vertido de basuras en la vía pública y la progresiva expulsión de segovianos en la zona antigua en favor de los estudiantes, realquilándose los pisos como turísticos ilegalmente. Existen varios propuestas de residencias de estudiantes para paliar el problema del alquiler, pero con continuos retrasos y preferencia de los estudiantes por los pisos privados.

## Campus de Segovia
El campus de IE Universidad abarca más de 18 000 m² y dispone de diversos servicios para el alumnado. Además, los alumnos cuentan con la residencia universitaria Reyes Católicos.

### Convento de Santa Cruz la Real
Según la Vida de Santo Domingo de Guzmán, la fundación del convento de la Santa Cruz fue la primera de la Orden de Predicadores realizada en España, en 1218, apenas dos años después de que se crease la orden mendicante de los dominicos. Diego de Colmenares, cronista del siglo XVI, añade que Santo Domingo hizo penitencia en una cueva cercana al río, extramuros y en la vertiente norte de la ciudad, sobre la que llevaría a efecto la fundación. También proviene de estos primeros tiempos de vida de la comunidad la advocación de la Santa Cruz; así lo menciona el cronista y lo confirmamos por los documentos del siglo XIV. Fueron los monarcas castellanos quienes en mayor medida contribuyeron al desarrollo conventual, acentuado durante el reinado de Isabel y Fernando. Sin duda, de aquella permanente protección deriva su apelativo de “Real”. También las instituciones de la ciudad de Segovia pusieron su parte en este desarrollo, pero la situación económica de los dominicos no fue holgada hasta la llegada al poder de los Reyes Católicos y el traspaso a la Orden de Predicadores del control de la Inquisición. Con fray Tomás de Torquemada, primer inquisidor general y a la vez prior de la comunidad de la Santa Cruz, el convento fue reedificado sobre la antigua construcción románica del siglo XIII y levantada su iglesia actual, con la portada monumental.
La presencia dominica perduró hasta la exclaustración dictada por el ministro Mendizábal el año 1836, convirtiéndose posteriormente el convento en hospicio y, hasta fechas cercanas, en residencia de ancianos, propiedad de la Diputación de Segovia. En la actualidad, y tras la necesaria obra de rehabilitación, es sede de IE University, siendo cedido el emplazamiento por la Diputación de Segovia para 70 años.

### Aula Magna
La iglesia del convento obra del escultor y arquitecto español del siglo XV, Juan Guas, es un ejemplo arquitectónico de la última fase del gótico. Se ha reconvertido en el Aula Magna de IE University donde la universidad celebra actos de graduaciones, actos internacionales, conferencias y otros grandes eventos de la institución.

### Vida estudiantil en Segovia
Actualmente la universidad cuenta con clubs universitarios como el club de cine, club de música o diversos clubs de emprendimiento. La Universidad cuenta con una área específica dedicada a actividades extracurriculares conocida como Centro de Creatividad que se sitúa en la Real Casa de la Moneda de Segovia. Adicionalmente, los estudiantes realizan botellones y frecuentan los bares de la Plaza Mayor de Segovia y aledaños principalmente los jueves.[cita requerida]